# Степной зубр

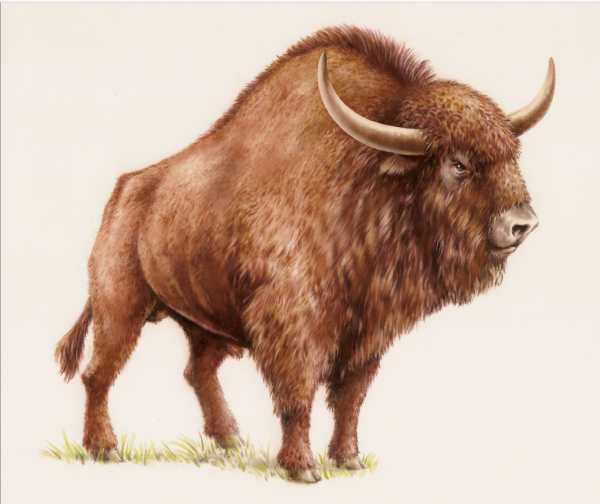
Реконструкция степного зубра

Степной зубр (или степной бизон) (лат. Bison priscus) — вымерший вид из рода бизонов семейства полорогих. Обитал в степях и тундростепях Европы, Центральной Азии, Восточной Сибири, Берингии и Северной Америки во время четвертичного периода. Считается, что вид возник в Южной Азии, в то же время и в том же регионе, что и тур, около 2,5 - 0,7 млн. лет назад. Принадлежал к мамонтовой фауне. В Северную Америку степной зубр проник по Берингии между 300 и 130 тыс. лет назад.
Степные зубры вымерли в конце плейстоцена — начале голоцена, став предками доживших до наших дней зубров в Европе, а в Северной Америке — американских бизонов, с которыми они сосуществовали одновременно в позднем плейстоцене.
Степной зубр был более 2 метров в высоту, 3 м в длину, и напоминал современные виды бизонов, но был более массивным, достигая веса более 1000 кг. Кончики рогов были на расстоянии около 1 метра друг от друга. Сами же рога были не более полуметра.
Степной зубр был объектом охоты первобытных людей, время от времени появлялся в наскальной живописи и был найден в мумифицированном виде. В 2011 году в вечной мерзлоте у оз. Чукчалах в Усть-Янском улусе (Якутия) найдена хорошо сохранившаяся мумифицированная туша степного бизона, датированная радиоуглеродным методом возрастом 9300 лет назад (начало голоцена). Учитывая избирательность вымирания крупных видов древних бизонов, включая степного зубра и Bison antiquus, предполагается, что решающую роль в их вымирании сыграла охота первобытных людей.

## Черепа

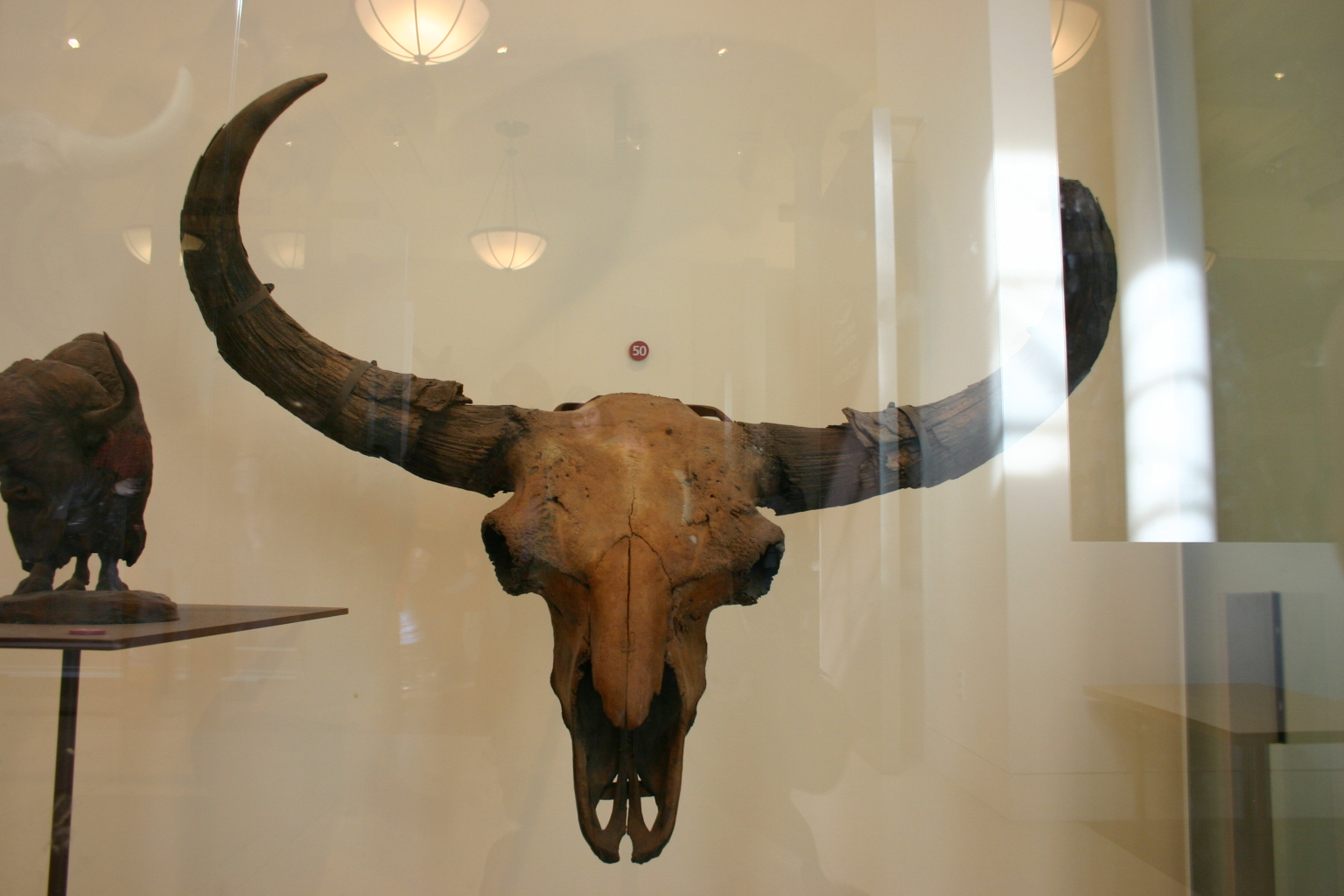
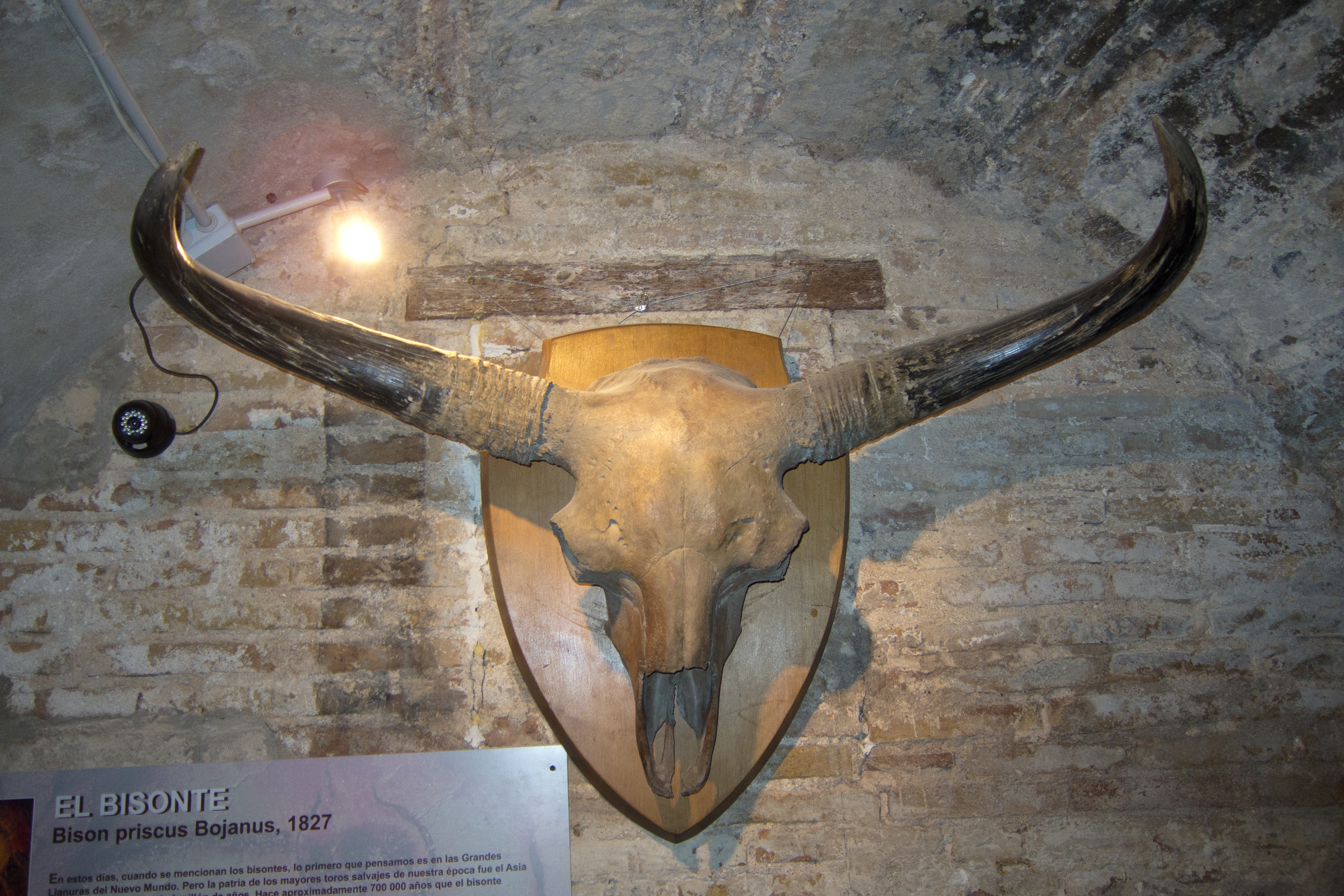
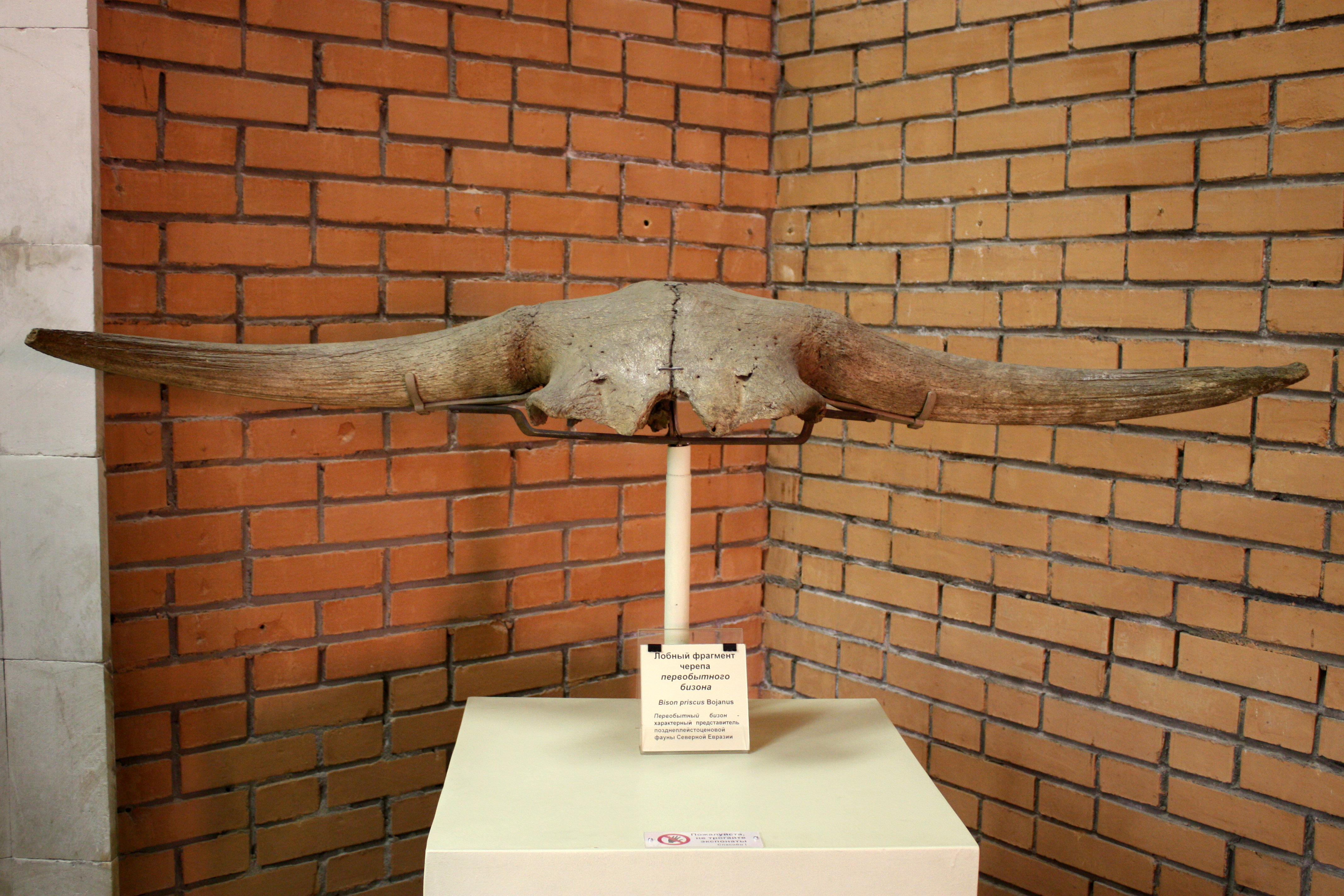
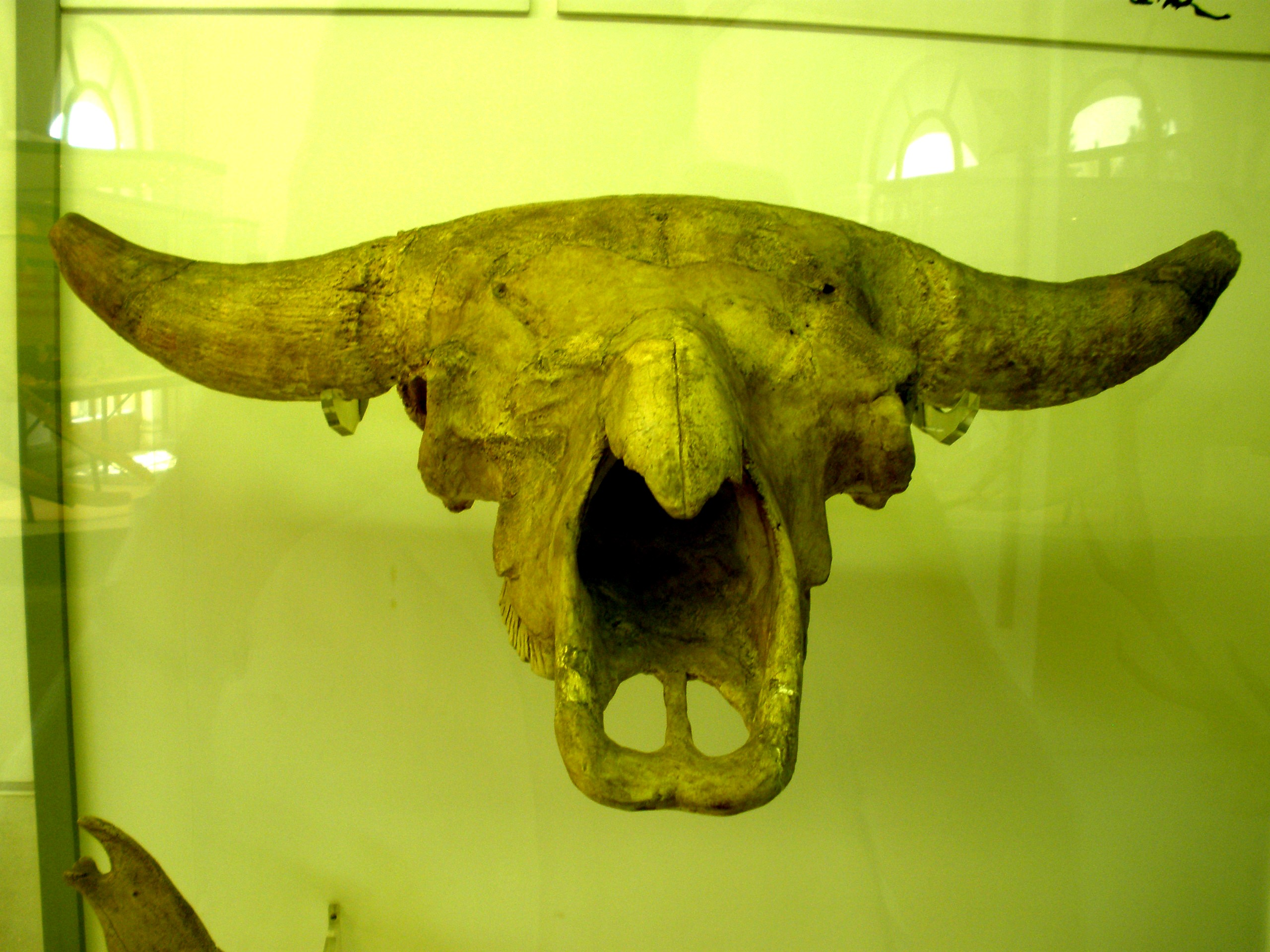
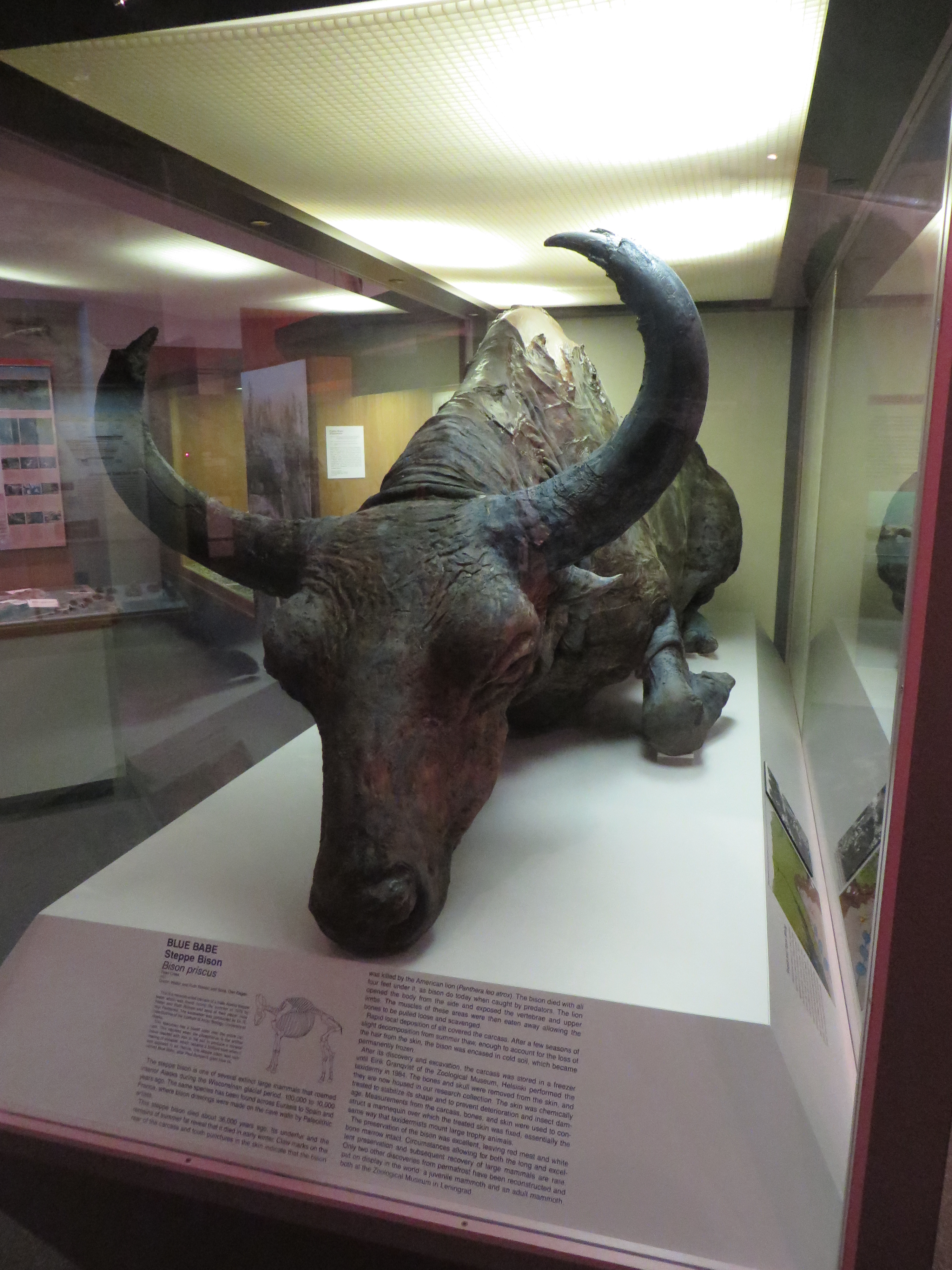

## Наскальные рисунки

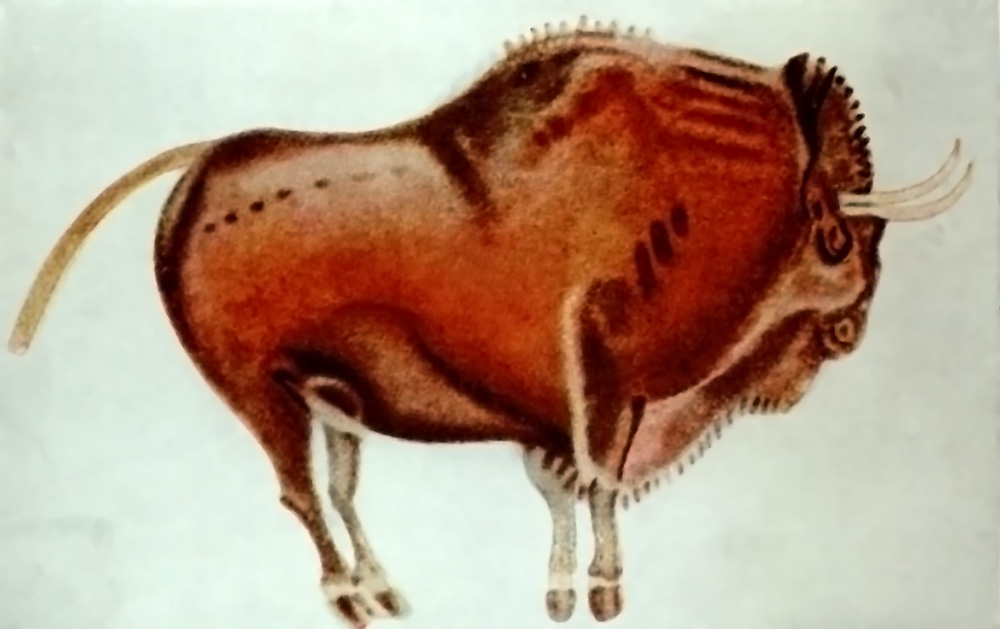

## На почтовых марках

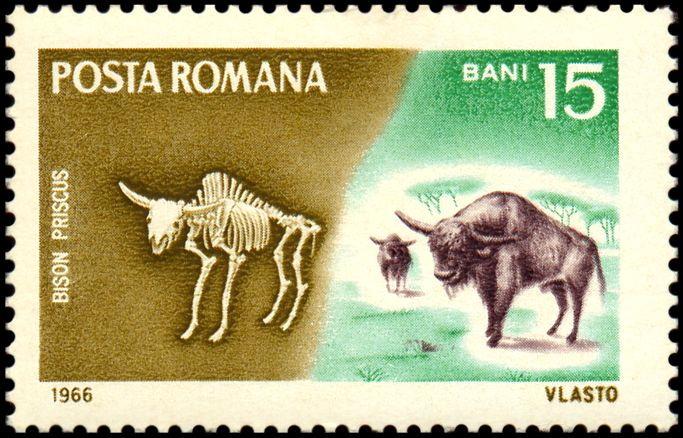
Марка Румынии, 1966 г.
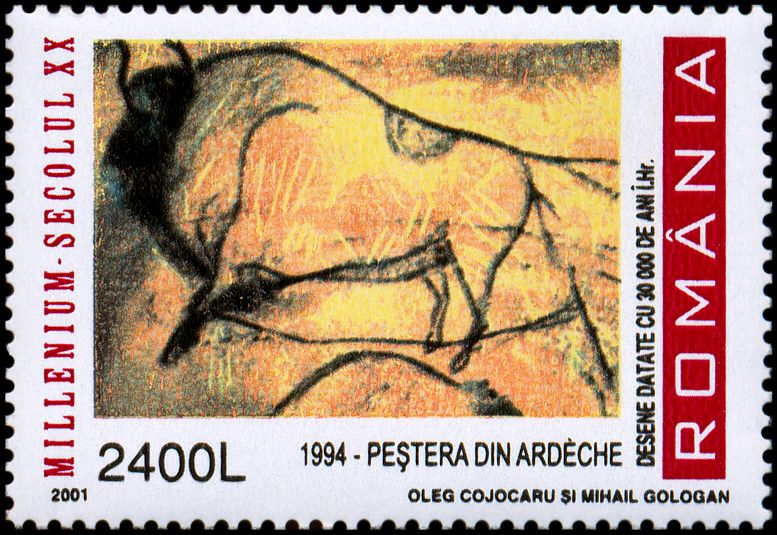
Марка Румынии, 2001 г.
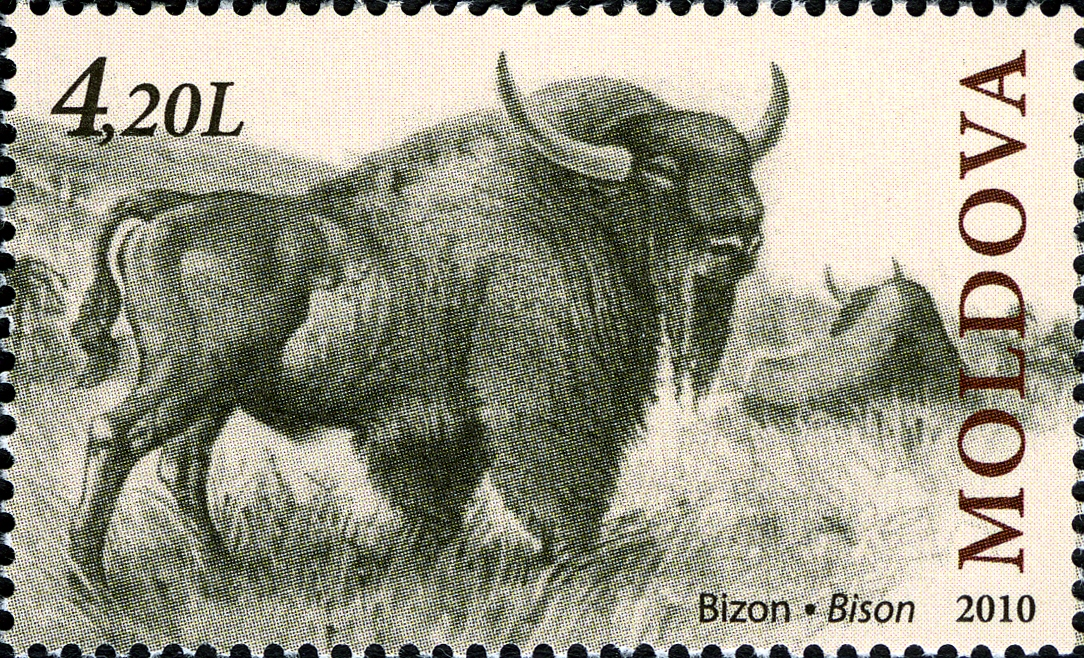
Марка Молдавии, 2010 г.